# Văculești (gmina)
Văculești – gmina w Rumunii, w okręgu Botoszany. Obejmuje miejscowości Gorovei, Saucenița i Văculești. W 2011 roku liczyła 1948 mieszkańców.